# Mistrzostwa Świata w Kolarstwie Torowym 1920
23. Mistrzostwa Świata w Kolarstwie Torowym 1920 odbyły się w belgijskiej Antwerpii, na Garden City Velodroom. Były to pierwsze mistrzostwa świata w kolarstwie torowym rozegrane po I wojnie światowej. Rozegrano trzy konkurencje: sprint zawodowców i amatorów oraz wyścig ze startu zatrzymanego zawodowców.

## Medaliści

### Mężczyźni
| Konkurencja                              | Złoto           | Srebro         | Brąz           |
| ---------------------------------------- | --------------- | -------------- | -------------- |
| Sprint indywidualny amatorów             | Maurice Peeters | Thomas Johnson | Gerald Halpin  |
| Sprint indywidualny zawodowców           | Robert Spears   | Ernst Kaufmann | William Bailey |
| Wyścig ze startu zatrzymanego zawodowców | Georges Sérès   | Victor Linart  | Paul Suter     |

## Klasyfikacja medalowa
| Miejsce | Państwo         |   |   |   | Razem |
| ------- | --------------- | - | - | - | ----- |
| 1.      | Australia       | 1 | 0 | 1 | 2     |
| 2.      | Francja         | 1 | 0 | 0 | 1     |
|         | Holandia        | 1 | 0 | 0 | 1     |
| 4.      | Szwajcaria      | 0 | 1 | 1 | 2     |
|         | Wielka Brytania | 0 | 1 | 1 | 2     |
| 6.      | Belgia          | 0 | 1 | 0 | 1     |